# りゅうき夕海
りゅうき 夕海（りゅうき ゆみ、1978年9月19日 - ）は、日本の漫画家、パソコンゲームのグラフィッカー・原画家。女性。既婚。埼玉県さいたま市出身。主に成人向け漫画雑誌、PC用アダルトゲームで活動している。旧ペンネームは、竜奇 ゆみ。

## 来歴
17歳で高校中退後、19歳の頃まで住み込みで漫画家のアシスタントとして働く。1997年、ムービック発行の4コマアンソロジーコミック『きたな!ストリートファイター-ストリートファイター・4コマコミック』で商業誌に初めて作品が掲載される。当時のペンネームは竜奇ゆみ。成年誌デビュー作は、1999年『COMICパピポ』（フランス書院）3月号に掲載された「プライズ王国ものがたり」。以後、同社の他、コアマガジン、オークラ出版、若生出版、ティーアイネット、少年画報社、コスミックインターナショナル、幻冬舎、メディアックス等が発行する成人向け漫画雑誌、コミックアンソロジーに作品が掲載される。また、2001年以降、PC用アダルトゲームの原画も多く手がけている。
主催する同人サークルは「どてちん天国」。また過去に『COMICパピポ』執筆陣によるセルフパロディ誌『COMICパピコ』、『COMICパピコ2』に参加している。
私生活では、20歳のときにアルバイトをしていたゲームセンターの上司だった男性と、後年に結婚。2006年5月、女児を出産。

## 作品リスト

### 単行本
成人向け作品
1. 『クリーム天国』 2002年3月発売、フランス書院〈Xコミックス〉、ISBN 4-8296-7842-9
2. 『ミルクの実』 2003年7月発売、コスミックインターナショナル〈キュンコミックス〉、ISBN 4-7747-0517-9
3. 『ふわふわホイップ』 2004年3月5日発売[7]、コアマガジン〈ホットミルクコミックス171〉、ISBN 4-87734-703-8
4. 『くちどけプリン』 2004年3月発売、フランス書院〈Xコミックス〉、ISBN 4-8296-7871-2
5. 『もちもち白玉』 2004年12月発売、幻冬舎〈バーズコミックスギガ〉、ISBN 4-344-80495-3
6. 『まろやかドルチェ』 2005年4月9日発売[7]、コアマガジン〈ホットミルクコミックス193〉、ISBN 4-87734-823-9
7. 『あつあつショコラ』 2005年4月発売、フランス書院〈Xコミックス〉、ISBN 4-8296-7882-8
8. 『とろとろ黒蜜』 2005年12月発売、幻冬舎〈バーズコミックスギガ〉、ISBN 4-344-80683-2
9. 『クリーム天国・新装版』 2006年4月28日発売[7]、コアマガジン〈ホットミルクコミックス215〉、ISBN 4-87734-982-0 - 再録本
10. 『あねパラ』 2007年12月10日発売[7]、コアマガジン〈ホットミルクコミックス256〉、ISBN 978-4-8625-2291-7
11. 『ダブルラブライフ』 2008年4月10日発売[8]、少年画報社〈ヤングコミックコミックス〉、ISBN 978-4-7859-2935-0 - 成年コミック指定無し
12. 『彼女の乳は僕の物』 2010年6月11日発売[9]、ティーアイネット〈MUJIN COMICS〉、ISBN 978-4-8877-4351-9
13. 『センセイのエプロン』 2010年7月28日発売[10]、少年画報社〈ヤングコミックコミックス〉、ISBN 978-4-7859-3433-0 - 成年コミック指定無し
14. 『ふわとろ巨乳なおねーさん♡』 2019年9月30日発売[11]、三和出版〈サンワコミックス〉、ISBN 978-4-77699-171-7

### 小説挿絵
- 『姫隷の檻』 2005年9月20日発売[12]、キルタイムコミュニケーション〈二次元ドリームノベルズ〉、原作：水坂早希、ISBN 978-4-8603-2203-8

- 『巨乳孕ませ温泉〈湯の村は～れむ滞在記〉』 2019年7月26日発売[13]、パラダイム〈ぷちぱら文庫〉、原作：須々木鮎尾、ISBN 978-4-80151-196-5

### ゲーム原画・キャラクターデザイン
成人向け作品
- 『めるとも!〜ひみつのサイトへようこそ!!〜』 （2001年12月14日発売、雅）
- 『先生を調教しよう!』 （ダウンロード版：2007年6月22日発売 / パッケージ版：2007年6月22日発売、LiLiTH）[14]
- 『処女のシモベくん♪』 （ダウンロード版：2008年3月7日発売 / パッケージ版：2008年3月14日発売、LiLiTH）[15]
- 『淫乳ファミレス 〜深夜の母乳サービスはいかが?〜』 （ダウンロード版：2008年6月20日 / パッケージ版：2008年7月4日発売、EROTICA PEACH）[16]
- 『LILITH-IZM02 〜中出し/孕ませ編〜』 （ダウンロード版：2008年8月22日発売 / パッケージ版：2008年8月29日発売、LiLiTH）[17]
- 『人妻をえっちで口説く方法』 （ダウンロード版：2008年12月5日発売 / パッケージ版：2008年12月12日発売、LiLiTH）[18]
- 『麗しの君 〜貴女の膣内に捧ぐ〜』 （2009年4月3日発売、flap）
- 『麗しの君 〜貴女の膣内に捧ぐ〜 はらーアップキット』 （2009年6月26日発売、flap）
- 『姉@マス -THE ANE MASTER-』 （2009年11月20日発売、COWPER）[19]
- 『ママ×カノ ～教え子のお母さんがエッチな先生で、娘の世話を焼いたら駄目ですか？～』 （2019年11月29日発売、SHIBAsoft）[20][21]